# 光源寺 (調布市)
光源寺（こうげんじ）は、東京都調布市にある浄土真宗本願寺派の寺院。

## 歴史
1615年（元和元年）、佐々木専祐の開基である。専祐は山城国愛宕郡下京（現・京都府京都市下京区）にあった「東の坊」の住職で、当時「浜町御坊」と呼ばれた西本願寺の江戸別院（現・築地本願寺）の寺中で創建された。その後、1657年（明暦3年）の明暦の大火に遭ったため、御坊とともに築地に移転した。その後昭和初期までは、築地本願寺とともに歴史を歩んだ。
1923年（大正12年）の関東大震災に罹災したため、1928年（昭和3年）に築地本願寺から分かれて、東京府北多摩郡神代村（現・東京都調布市）の現在地に移転した。

## 交通アクセス
- つつじヶ丘駅より徒歩15分。